# Капса (река)
Капса — река в России, течёт по территории Сысольского района Республики Коми. Устье реки находится в 73 км по левому берегу реки Поинга. Длина реки составляет 11 км. Площадь водосборного бассейна — 50,6 км².

## Данные водного реестра
По данным государственного водного реестра России относится к Двинско-Печорскому бассейновому округу, водохозяйственный участок реки — Вычегда от истока до города Сыктывкар, речной подбассейн реки — Вычегда. Речной бассейн реки — Северная Двина.
Код объекта в государственном водном реестре — 03020200112103000019805.